# 中国青少年科技辅导员协会
中国青少年科技辅导员协会是中华人民共和国青少年科技辅导员工作者组成的群众性学术团体，是中国科学技术协会主管的社会团体，1981年6月成立。